# Schneebärenland
Schneebärenland est le nom commercial désignant le regroupement de quatre stations de ski situées dans le centre des Alpes autrichiennes, dans l'ouest de la Styrie.
Les domaines skiables, cumulant un total de 109 km de pistes desservies par 32 remontées mécaniques, sont reliés entre eux uniquement par la route.
Les stations suivantes sont membres du Schneebärenland :
- Loser
- Planneralm
- Riesneralm
- Tauplitz